# Sol (bog)
Sol („Sunce“) starorimski je bog svjetlosti i personifikacija Sunca. Aspekt ovog boga bio je Sol Invictus. Suncu je bila posvećena nedjelja. Riječ solsticij dolazi od Solovoga imena.
Solov grčki pandan je Helije (Hêlios). U nordijskoj je mitologiji Sunce predstavljeno božicom Sol. Surja je solarni bog u hinduizmu.

## Mitovi

### Sestre
Sol je smatran sinom Titana Hiperiona i njegove družice Etre te bratom svijetle Lune, božice Mjeseca. Lunina i Solova sestra bila je Aurora, koja je kao zora najavljivala Sunčev izlazak.

### Bog-svjedok
Rimski su pisci povezivali Sola sa Apolonom, sinom vrhovnog boga. Ovidije spominje da je božica Terra (Zemlja) pod Solovim svjetlom rodila razne vrste bića. Sol je svjedočio otmici djevice Prozerpine, koju je oteo bog Pluton, kao i preljubu Venerinom. Venera je zamrzila Sola i njegovu djecu.

### Potomstvo
Pseudo-Higin kaže da je Sol dobio kćer Aex. Solova je unuka vještica Medeja, koja spominje djeda Sola u rimskoj tragediji koja je Senekino djelo.